# A32/A30/A20坦克
A系坦克是蘇聯於第二次世界大戰前研發的一系列坦克，該系列包括了A-20、A-30及A-32。最終，蘇聯人在A-32的基礎上研發出了後來的T-34坦克。

## 歷史
在西班牙內戰中，蘇聯的BT坦克和T-26坦克表現並不突出，因為它們常常會爲反坦克武器所擊毀。西班牙內戰後，蘇聯裝甲部隊理事會主席巴普洛夫斷言，作戰車輛的裝甲防護脆弱將會爲未來的蘇聯紅軍的機械化部隊帶來災難性的後果。因此，他建議蘇聯紅軍開發一種新型戰車。:94
因此，在1938年至1939年期間，先後有三種設計計劃被批准，這三種設計計劃分別是A-20、A-30和A-32。:94-97

### A-20

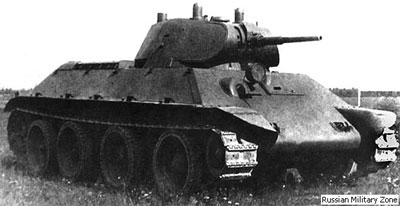
一輛A-20坦克

在當時，巴普洛夫的意圖是設計一種用於替代BT坦克的新設計。按照他的想法，這種坦克應是BT-1S坦克的改進型。在1937年11月，他將這一設計任務交給了卡爾可夫火車頭工廠（即共產國際工廠）的設計組，要求它們設計並生產出一款安裝履帶/車輪兩用型的行走裝置和克里斯蒂懸掛的新型快速坦克。這款原型車被編號爲「A-20」。:94-95
1936年，柯希金成了了一支設計小組。他們以早期的成果BT-1S爲基礎，設計出了A-20坦克。1938年5月，該設計組向蘇聯人民國防委員會提交了一輛A-20坦克的木質模型。但是，該委員會卻對A029坦克的設計持懷疑態度，特別是針對其所安裝的輪履兩用式行走系統。柯希金本人也認爲這一系統並不實用。這輛坦克一度被擱置，後來在斯大林的直接干涉下，這款坦克的設計計劃纔得到批准。:95-96
A-20的外形與T-34基本一樣，只有一個較爲明顯的差異——T-34擁有5對車輪，而A-20則是4對。它車體上的裝甲板是傾斜安放的。在車體上，安裝有一個有些小的多面體形炮塔。它的履帶可以被拆下來以使用車輪移動。
因爲A-32比起A-20裝甲更厚，火力也更強，因此，蘇聯人最終選中了A-32而不是A-20。A-20坦克的設計方案也因而被廢棄。

### A-30

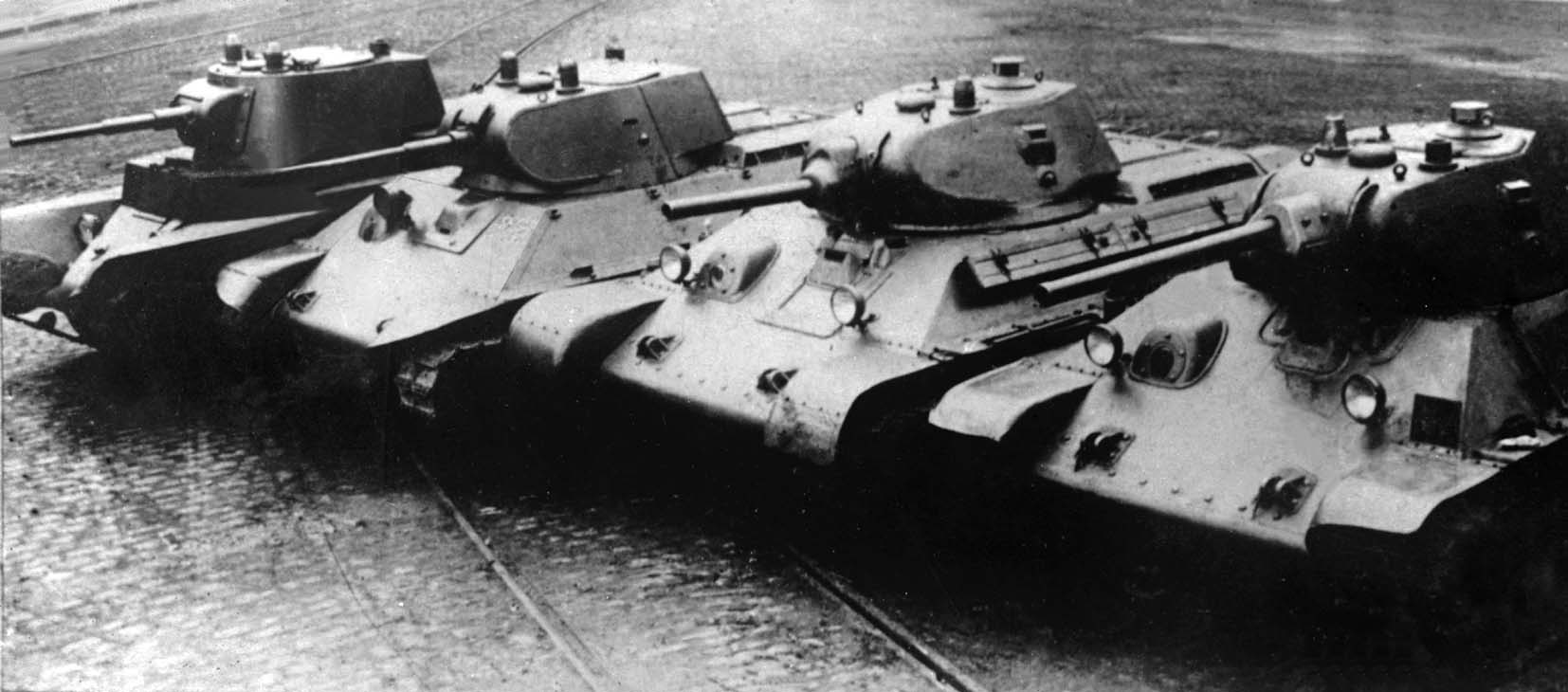
左起：BT-7M、A-20、A-32、T-34

A-30是A-20的加強版。它安裝了一門火力更強的短身管型76.2毫米戰車炮。但是，蘇聯人很快發現這根本行不通——因爲A-30的炮塔太小，安裝大型武器會對操作帶來麻煩。另外，炮塔座圈也承受不了它所安裝的76.2毫米火炮的後座力。在柯希金向斯大林指出這些問題之後，斯大林廢止了這一計劃。:97

### A-32

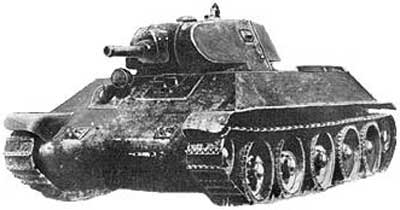
A-32坦克

A-32坦克是柯希金和莫佐洛夫按他們自己的想法，並基於A-30坦克和A-20的部分成果設計而成的。因爲他們認爲A-20所使用的履輪兩用系統並不實用，也並不適合蘇聯紅軍士兵的操縱，而且會爲保養帶來困難，故他們並未在A-32坦克上安裝履輪兩用系統。在1939年7月，A-32坦克的原型車完工。該年9月1日，這款坦克出現在一次展示會上。雖然造價比較昂貴，但是，最後蘇聯人還是選中了A-32坦克。並以其爲模板，進一步研發出後來的T-34坦克。:95-96

相比起A-20，A-32的裝甲來得更厚（30-60毫米），火力也更強。其主要武器是一門短身管型76.2毫米戰車炮。它的車輪增加到了5個，駕駛員使用操縱桿而不是方向盤來操縱戰車行駛。:95-96
蘇聯人曾經生產過少量的A-32坦克，並將這批坦克命名爲「T-32」。

## 來源
1. 1 2 3 4 5 6 7 8   Tim Bean、Will Fowler 著 李明、王熙譯. . 臺灣: 風格司藝術創作坊. ISBN 978-986-84311-7-1.
2. 1 2 3 4 5  .   [2014-05-31]. （原始内容存档于2014-08-17）.
3. 1 2 3 4  .   [2014-05-31]. （原始内容存档于2014-07-01）.
4. 1 2 3  Robert Forczyk. . Osprey Publishing. 2007: 18  [2014-05-31]. ISBN 978-1-84603-149-6. （原始内容存档于2014-07-09）.
5. 1 2  .   [2014-05-31]. （原始内容存档于2013-04-30）.

## 外部連結
- A-32坦克的圖片（页面存档备份，存于）